# Хаапанен, Тойво
Тойво Элиас Хаапанен (фин. Toivo Haapanen; 15 мая 1889, Карвиа, Великое княжество Финляндское, Российская империя — 22 июля 1950, Асиккала) — финский музыковед

, дирижёр, искусствовед, историк искусства, доктор философских наук.

## Биография
В 1907—1911 годах изучал теорию музыки и игру на скрипке в Школе Хельсинкского филармонического оркестра. В 1918 году окончил факультет философии Хельсинкского университета. В 1925 году получил докторскую степень.
В 1929 году стал первым главным дирижёром Симфонического оркестра Финского радио (1929—1950).
С 1946 года одновременно работал музыкальным директором финской телерадиокомпании Yleisradio.
В качестве дирижёра способствовал развитию финской симфонической музыки.
Тойво Хаапанен выступал в странах Северной Европы и Балтии, а также в Германии, Польше, Венгрии и Италии. В своих концертных турах он, в основном, исполнял современную финскую музыку.
Тойво Хаапанен занимался изучением средневековой литургической музыки Финляндии, датируемой 1050—1522 годами. Сборник его работ находится в библиотеке Университета Хельсинки.
Тойво Хаапанен — автор фундаментальной работы по истории финской музыки «Suomen Musiikkiesitys» (1940).
Наивысшим признанием достижений Тойво Хаапанена стало назначение его на профессорскую должность, которая была открыта на кафедре музыковедения Хельсинкского университета специально для него.
Тойво Хаапанен не только вёл успешную научно-исследовательскую деятельность, но и долгое время являлся главным дирижёром Симфонического оркестра Финского радио. В 1936—1940 годах был председателем Ассоциации композиторов Финляндии и возглавлял Государственный совет музыки (1943—1950).